# ميغيل بوير
ميغيل بوير (بالإسبانية: Miguel Boyer)‏ (و. 1939 – 2014 م) هو عالم اقتصاد، وسياسي، ونجم اجتماعي، من إسبانيا، كان عضوًا في حزب العمال الاشتراكي الإسباني، توفي في مدريد، عن عمر يناهز 75 عاماً.

## مناصب
تولى منصب Ministerio de Economía y Hacienda ‏ (1 ديسمبر 1982–6 يوليو 1985)، وعضو مجلس النواب من اسبانيا ‏ (1 مارس 1979–30 سبتمبر 1980).

## التعليم
تعلم في جامعة كمبلوتنسي بمدريد.